# 塩鉄論
『塩鉄論』（えんてつろん、鹽鐵論）は、前漢の始元6年（紀元前81年）に当時の朝廷で開かれた塩や鉄の専売制などを巡る討論会（塩鉄会議）の記録を、宣帝期の官吏である桓寛が60篇にまとめた著作である。

## 専売制の実施
前漢では、武帝による匈奴との対外戦争の影響で急速に財政が悪化したため、桑弘羊らの提案によって、塩・鉄・酒などの専売や平準法（市場価格が下がった物資を国家が買って、高騰した時に市場に払い下げる）・均輸法（市場価格が下がった物資を国家が買って、その物資が不足して価格が高騰している地域に輸送してその地域の市場に払い下げる）などを行って、その収益をもって財政を立て直すこととなった。これらの政策によって財政は立て直されて、その功績で桑弘羊は御史大夫に昇進した。

## 塩鉄会議
専売政策により人民の利益が損なわれ、生活が苦しくなると、廃止論が台頭した。
こうして、昭帝の始元6年（紀元前81年）に、民間の有識者である賢良・文学と称された60数名の人物を宮廷に招いて、丞相・車千秋、御史大夫・桑弘羊とその属官政府高官との討論会（塩鉄会議）が行われた。
会議では桑弘羊、車千秋らが財政維持の必要から、法家思想に基づいて専売制の維持を主張し、賢良・文学と称された人々が儒家思想に基づいて廃止を主張した。
桑弘羊は始元7年（紀元前80年）に謀反により処刑されたが、酒以外の専売制は前漢末期まで維持されることとなった。

## 塩鉄論の編纂
この議論の記録をまとめて「塩鉄論」を著した桓寛は、この論争からしばらく経った宣帝期（紀元前73年から紀元前49年まで）の官吏である。議事録のような内容ではなく、戯曲風・問答体に脚色した文学作品であるが、当時の政治・社会・経済・思想の実態を知る上に貴重な資料を提供していると言える。10巻60篇、もしくは12巻60篇とされる。
日本には平安時代には既に伝来し、江戸時代の1707年（宝永4年）には徳山藩の依頼を受けた伊藤東涯によって校訂加点本が刊行されている。

## 訳書
- 『塩鉄論』張之象（中国語版）注、伊藤東涯校訂加点、1708年（宝永5年）。NCID BA48287576
- 『塩鉄論』曽我部静雄訳注、岩波文庫青218-1、1934年3月（NCID BN00741515）、1994年10月リクエスト復刊（ISBN 4-00-332181-2）。 - 原文・訓読文・校注
- 『塩鉄論』 山田勝美訳注、宇野精一編、明徳出版社「中国古典新書」、1967年1月、ISBN 4-89619-209-5。 - 部分訳
- 『塩鉄論：漢代の経済論争』 佐藤武敏訳注、平凡社東洋文庫167、1970年初版（NCID BN01445857、ISBN 4-582-80167-6）、2003年9月ワイド版（NCID BA66169709）。 - 現代語訳・注解

## 関連文献
- 桑田, 幸三『經濟論叢』第83巻第5号、京都大學經濟學會、1959年5月、228–240頁、doi:10.14989/132680。